# منتخب لاتفيا لسباعيات الرغبي
منتخب لاتفيا لسباعيات الرغبي هو ممثل لاتفيا الرسمي في المنافسات الدولية في سباعيات الرغبي
.